# (72605) 2001 FQ15
(72605) 2001 FQ15 – planetoida z pasa głównego asteroid okrążająca Słońce w ciągu 5,2 lat w średniej odległości 3 j.a. Odkryta 19 marca 2001 roku.